# John Ambrose Watterson

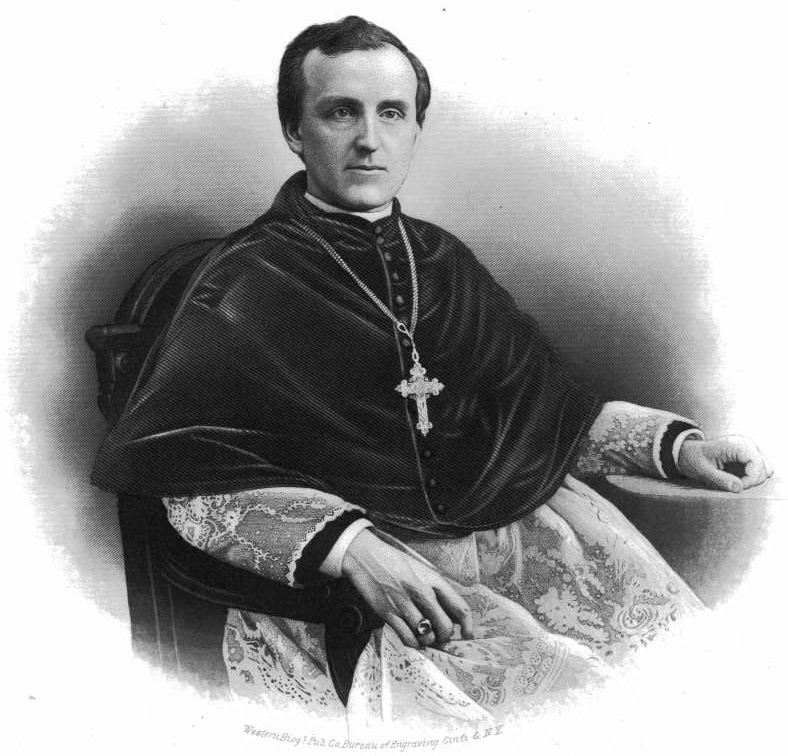
John Ambrose Watterson

John Ambrose Watterson (* 27. Mai 1844 in Blairsville, Pennsylvania; † 17. April 1899 in Columbus, Ohio) war ein US-amerikanischer Geistlicher und römisch-katholischer Bischof von Columbus.

## Leben
John Ambrose Watterson besuchte die Saints Simon and Jude School in Blairsville und das St. Vincent’s College in Latrobe. Ab 1861 studierte er Philosophie und Katholische Theologie am Mount St. Mary’s Seminary in Emmitsburg. John Ambrose Watterson empfing am 9. August 1868 in der Kirche der Abtei St. Vincent durch den Bischof von Pittsburgh, Michael Domenec CM, das Sakrament der Priesterweihe. Anschließend lehrte Watterson Moraltheologie und Bibelwissenschaft am Mount St. Mary’s Seminary in Emmitsburg. 1877 wurde er Vizepräsident und 1879 Präsident des Mount St. Mary’s Seminary. Im Juni 1879 wurde Watterson am Georgetown College in Washington, D.C. zum Doktor der Theologie promoviert.
Am 6. April 1880 ernannte ihn Papst Leo XIII. zum Bischof von Columbus. Der Koadjutorerzbischof von Cincinnati, William Henry Elder, spendete ihm am 8. August desselben Jahres in der Kathedrale St. Joseph in Columbus die Bischofsweihe; Mitkonsekratoren waren der Bischof von Louisville, William George McCloskey, und der Bischof von Pittsburgh, John Tuigg. In seiner Amtszeit gründete John Ambrose Watterson zahlreiche katholische Schulen und zwei Krankenhäuser.
Sein Grab befindet sich auf dem Mount Calvary Cemetery in Columbus. Die Bishop Watterson High School in Columbus ist nach John Ambrose Watterson benannt.